# 刘维隆
刘维隆（1948年3月—），男，汉族，陕西西安人，中华人民共和国政治人物，曾任陕西省财政厅厅长、党组书记兼陕西省地方税务局党组书记，陕西省人大常委会副主任。